# Casa Caiada
Casa Caiada é um bairro de Olinda. Possui edificações comerciais e residenciais, sendo considerado o bairro mais rico do município.

## Serviços do bairro
Casa Caiada possui escolas, hospitais e clinicas, como a Unimed Olinda e o Esperança.